# CID-42
CID-42 hay còn gọi là CXOC J100043.1+020637, 2XMM J100043.1+020637 là tên của một thiên có tính chất giống với một chuẩn tinh cách Trái Đất khoảng 3,9 tỉ năm ánh sáng và nằm trong chòm sao Lục Phân Nghi. Tại khu vực trung tâm của thiên hà này, các nhà nghiên cứu tin rằng ở đó có một lỗ đen siêu khối lượng.

## Mô tả
CID-42 được tin rằng đó là kết quả của một cuộc va chạm giữa 2 thiên hà nhỏ hơn. Và nó có một cái vệt dài khoảng nhiều năm ánh sáng, vệt dài đó được cấu tạo từ những ngôi sao nhỏ hơn.

## Lỗ đen
Việc chứng minh lỗ đen này tồn tại được thực hiện sau khi kết hợp các dữ liệu, thông số và hình ảnh thu được từ các kinh viễn vọng của Đài thiên văn tia X Chandra, kính viễn vọng Hubble, kính viễn vọng Canada–Pháp–Hawaii và các vị trí ở trên mặt đất là kính thiên văn Magellan Lớn và Kính thiên văn rất lớn tại Chile.
Khi hai thiên hà va chạm nhau để tạo ra CID-42 thì hai lỗ đen của 2 thiên hà này cũng va chạm vào nhau tạo thành một lỗ đen siêu khối lượng. Lỗ đen siêu khối lượng này sau đó tác động trở lại với những cơn sóng hấp dẫn sinh ra từ vụ va chạm và hiện tại, nó đang bị đẩy ra với vận tốc vài triệu dặm một giờ.
Và say bị đẩy ra thì phần còn lại của nó sẽ tỏa sáng như một chuẩn tinh và dịch chuyển trong 10 triệu đến 10 tỷ năm. Nó sẽ dừng lại một khi nó cạn kiệt nhiên liệu và không còn đặc tính của chuẩn tinh nữa.

## Dữ liệu hiện tại
Theo như quan sát, đây là thiên hà nằm trong chòm sao Lục Phân Nghi và dưới đây là một số dữ liệu khác:
Xích kinh 10h 00m 29.06s
Xích vĩ +02° 05′ 31.33″
Giá trị dịch chuyển đỏ 0.359
Tốc độ xuyên tâm 89.302 km/s
Khoảng cách 3,9 tỉ năm ánh sáng
Khối lượng 4,5x1011 khối lượng Mặt Trời